# 古沛镇
古沛镇，是中华人民共和国安徽省滁州市明光市下辖的一个乡镇级行政单位。

## 行政区划
古沛镇下辖以下地区：
古沛村、耿庄村、白阳村、大夏村、楼张村和高王村。